# Эйленбург, Хендрик ван

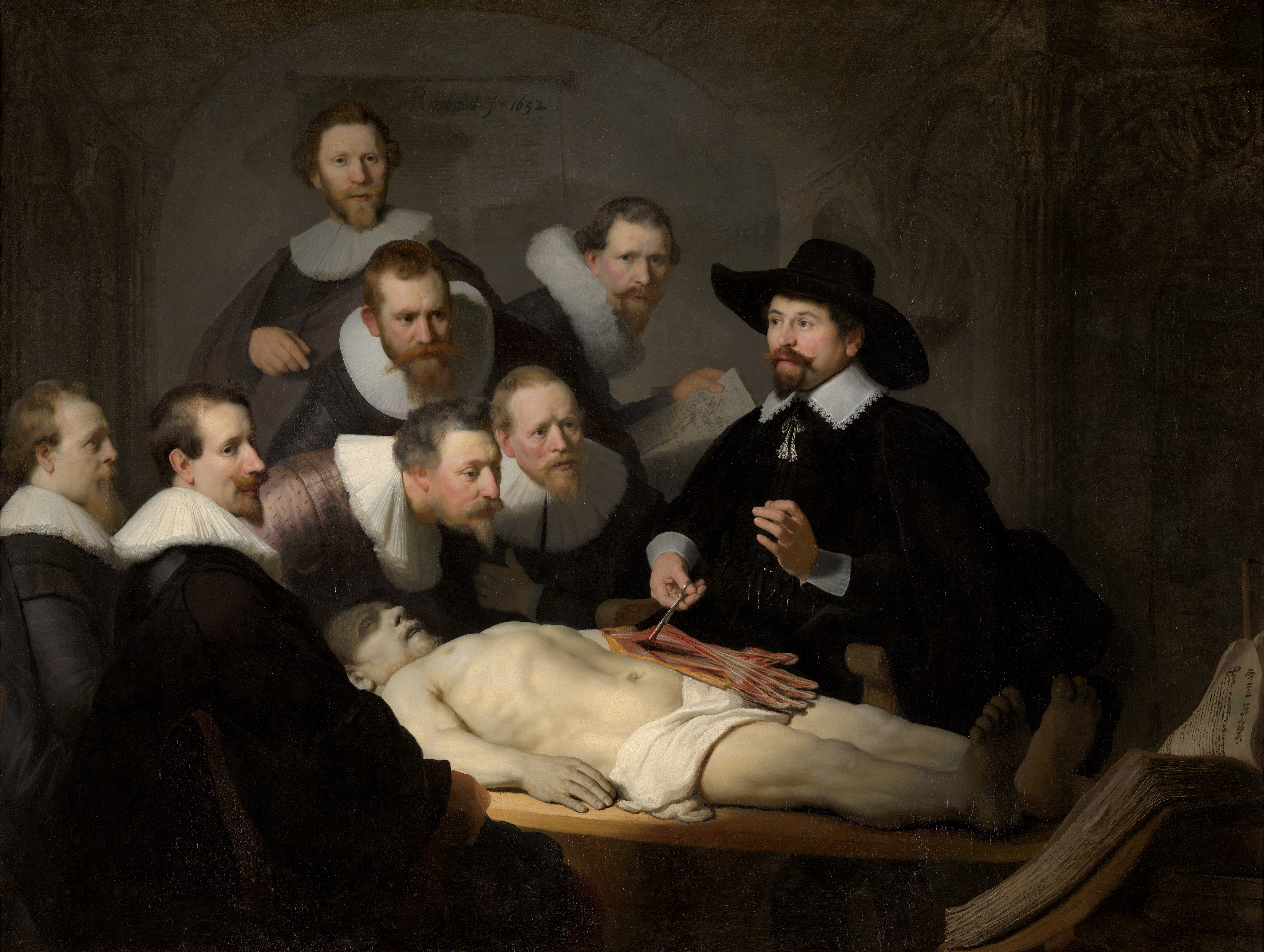
Урок анатомии доктора Тульпа.1632. Картина написана Рембрандтом в мастерской Хендрика ван Эйленбурга

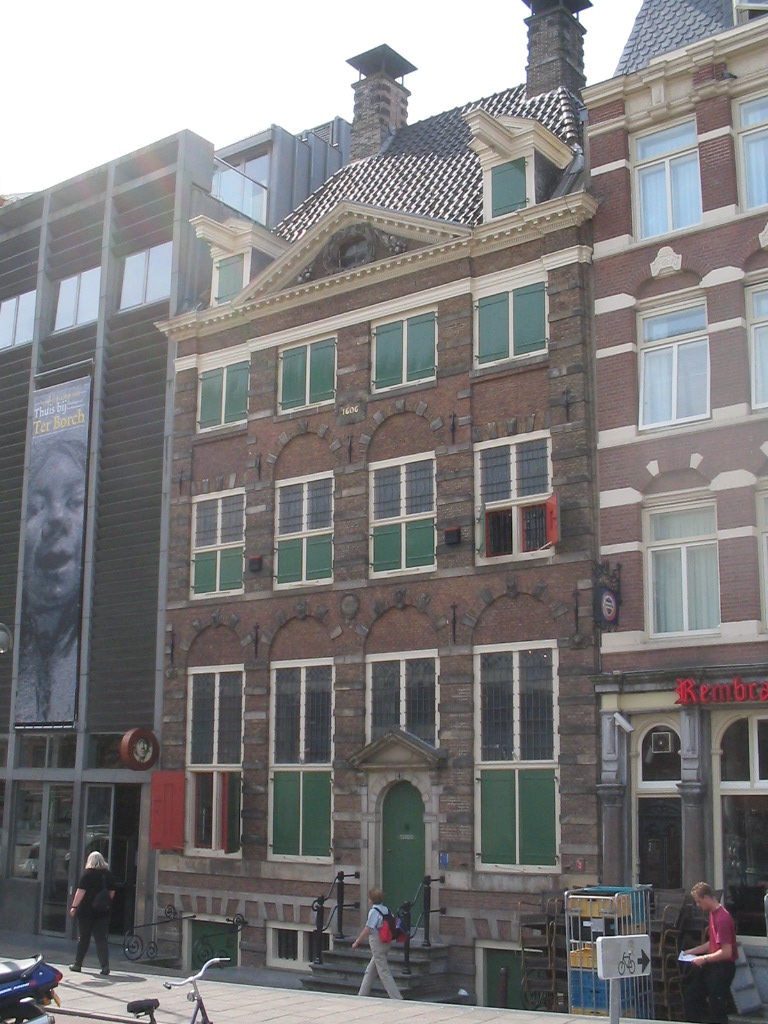
Дом Рембрандта в Амстердаме на Jodenbreestraat

Хендрик ван Эйленбург (нидерл. Hendrick van Uylenburgh; 1587, Фрисландия — 1661, Амстердам) — голландский живописец Золотого века искусства Голландии, а также влиятельный торговец картинами, который помогал начинать карьеру Рембрандту, Говерту Флинку, Фердинанду Болу и другим художникам.

## Биография
Хендрик ван Эйленбург происходил из семьи меннонитов, родом из Фрисландии, которая эмигрировала в Польшу по причине католического вероисповедания и поселилась в Кракове, а затем, около 1612 года, в Данциге, где отец Хендрика стал работать королевским краснодеревщиком. Хендрик получил навыки живописца, но торговал предметами роскоши, в том числе картинами нидерландских художников. В то время совмещение профессий художника и торговца произведениями искусства было обычным делом. Однако никаких работ Эйленбурга-живописца не сохранилось.
В 1625 году Хендрик вернулся в Нидерланды и поселился в Амстердаме. Он был женат на Марии ван Эйк. У супругов было трое сыновей: Геррит ван Эйленбург, который взял на себя руководство художественной мастерской отца; Авраам Эйленбург, живописец, ставший придворным художником в Ирландии; Исаак Эйленбург, рисовальщик; и четыре дочери, Сары, Анна, Магдалена и Сусанна, по крайней мере одна из них, имя которой не сохранилось, стала известной рисовальщицей.
Ван Эйленбург выкупил дело умершего живописца Корнелиса ван дер Ворта, а также стал предоставлять художникам свою мастерскую. В Амстердаме он быстро установил деловые связи, и его предприятие вскоре пошло в гору, он стал ведущим торговцем произведениями искусства в городе. Между 1631 и 1635 годами в доме Ван Эйленбурга в Амстердаме жил Рембрандт (позднее Рембрандт приобретёт прилегающее здание, ныне там размещается Дом-музей Рембрандта), работал в его мастерской и был её руководителем. Ещё 1631 году, прежде чем он переехал в Амстердам, Рембрандт участвовал в торговле произведениями искусства Эйленбурга, пожертвовав 1000 гульденов, что дало ему значительную сумму в качестве кредита. В 1634 году Рембрандт женился на Саскии, племяннице ван Эйленбурга. Заказ на изображение Амстердамской гильдии хирургов (картина «Урок анатомии доктора Тульпа»), вероятно, был передан ему ван Эйленбургом.
В 1647 году Ван Эйленбургу пришлось переехать на новое место на площади Дам, потому что Николас Элиас Пикеной продал дом, где находилась мастерская. Когда место его дома на площади Дам было забрано под строительство новой Ратуши (теперь Королевский дворец), Ван Эйленбург переехал на площадь Вестермаркт.
Хендрик ван Эйленбург скончался в 1661 году и был похоронен в «Вестеркерк» (Западной церкви) в Амстердаме.
Его сын Геррит взял на себя отцовскую торговлю картинами и попал в заголовки газет когда ему, заподозренному в подделках, не удалось продать тринадцать картин курфюрсту Фридриху Вильгельму Бранденбургскому. Всего им было подготовлено тридцать пять заключений о подлинности произведений, в том числе от Яна Ливенса, Мельхиора де Хондекутера, Гербрандта ван ден Экхоута и Яна Вермеера. Тем не менее его репутация была настолько испорчена, что в 1675 году ему пришлось объявить о банкротстве.